# Ivrinezu Mare, Constanța
Ivrinezu Mare este un sat în comuna Peștera din județul Constanța, Dobrogea, România. În trecut, localitatea se numea Büyük İvrinez. La recensământul din 2002 satul avea o populație de 537 locuitori. În Ivrinez, care se numea în grai local și Ivrenez,  au locuit și germani dobrogeni, de religie evanghelică.